# Педашенко, Александр Дмитриевич
Александр Дмитриевич Педашенко (5 (17) августа 1864, Одесса, Одесская губерния, Российская империя — 24 сентября 1925, Ленинград, СССР) — русский агроном, библиограф и статистик.

## Биография
Родился 5(17) августа 1864 года в Одессе. В 1889 году окончил Петровскую земледельческую и лесную академию. В 1890 году являлся инициатором создания ежегодных сводных указателей газетных статей, книг и журналов по сельскому хозяйству. Данные сводки выходили раз в год вплоть до 1915 года. За время выхода ежегодных сводных указателей было опубликовано 215.000 названий материалов.
Скончался 24 сентября 1925 года в Ленинграде.

## Публикации
Автор свыше 100 научных работ.
Основные публикации:
- Указатель книг, журнальных и газетных статей по сельскому хозяйству за 1889—1911 / Сост. А. Д. Педашенко; Деп. зем. и сельск. промышленности. — СПб., [1889]-1915. — 19 т.;
- Указатель книг по сельскому хозяйству за 1918—1922 гг. — Л., 1927;
- Свод статистических сведений по сельскому хозяйству России к концу XIX в. — Вып. 1-3. — СПб., 1902—1906.